# Riserva marina di Whanganui A Hei
La Riserva marina di Whanganui A Hei o di Cathedral Cove (in inglese Whanganui A Hei Marine Reserve o Cathedral Cove Marine Reserve) è stata creata nel 1992 e si trova nella parte meridionale della Mercury Bay della Penisola di Coromandel in Nuova Zelanda e copre un'area di 840 ettari (pari a 2100 acri). Sulle coste dell'entroterra, la riserva va dalla Falesia di Bluff a nordovest al confine settentrionale della spiaggia di Hahei nel sudest, e gli estremi vanno dall'isola di Motukorure a quella di Okorotere, passando a quella di Waikaranga, e al confine nord di quella di Mahurangi (o Isola della Capra).
Parte della riserva marina si trova al largo della Cathedral Cove Recreation Reserve, che si estende dall'estremità settentrionale della spiaggia di Hahei a sud-est fino a oltre Cathedral Cove a nord-ovest. Con attrazioni come un arco di roccia naturale e le vicine spiagge di Cathedral Cove, la zona è molto popolare tra i turisti e riceve circa 150000 visitatori l'anno.
La passerella verso la baia è stata chiusa a causa dei danni causati dal Ciclone Gabrielle nel febbraio 2023. A gennaio 2024, il Dipartimento di Conservazione neozelandese ha dichiarato di "avere dei dubbi" che la passerella possa essere riaperta dati i notevoli danni alla stabilità del terreno nell'area. Esiste un punto di osservazione alternativo dove la baia può essere vista dalle barche, ma l'accesso alla spiaggia rimane limitato.

## Etimologia
In lingua māori, Te Whanganui-A-Hei (o Grande Baia di Hei), nome nativo della Baia di Mercury, si riferisce a Hei, un tohunga (una sorta di sacerdote e consigliere) dei waka di Te Arawa. Secondo la tradizione, Hei scelse l'area intorno alla baia (probabilmente vicino all'odierna città di Hahei) come nome per la sua tribù, e ne prese possesso nominando l'isola di Motueka "Te Kuraetanga-o-taku-Ihu" ("la curva esterna del mio naso").

## Nella cultura popolare
La caverna e la spiagga sono usate come tunnel che i fratelli Pevensie usano per rientrare a Narnia nell'adattamento cinematografico de Le cronache di Narnia - Il principe Caspian. Più recentemente, la baia fu una delle location del video musicale Can't Hold Us di Macklemore e Ryan Lewis.

## Galleria d'immagini

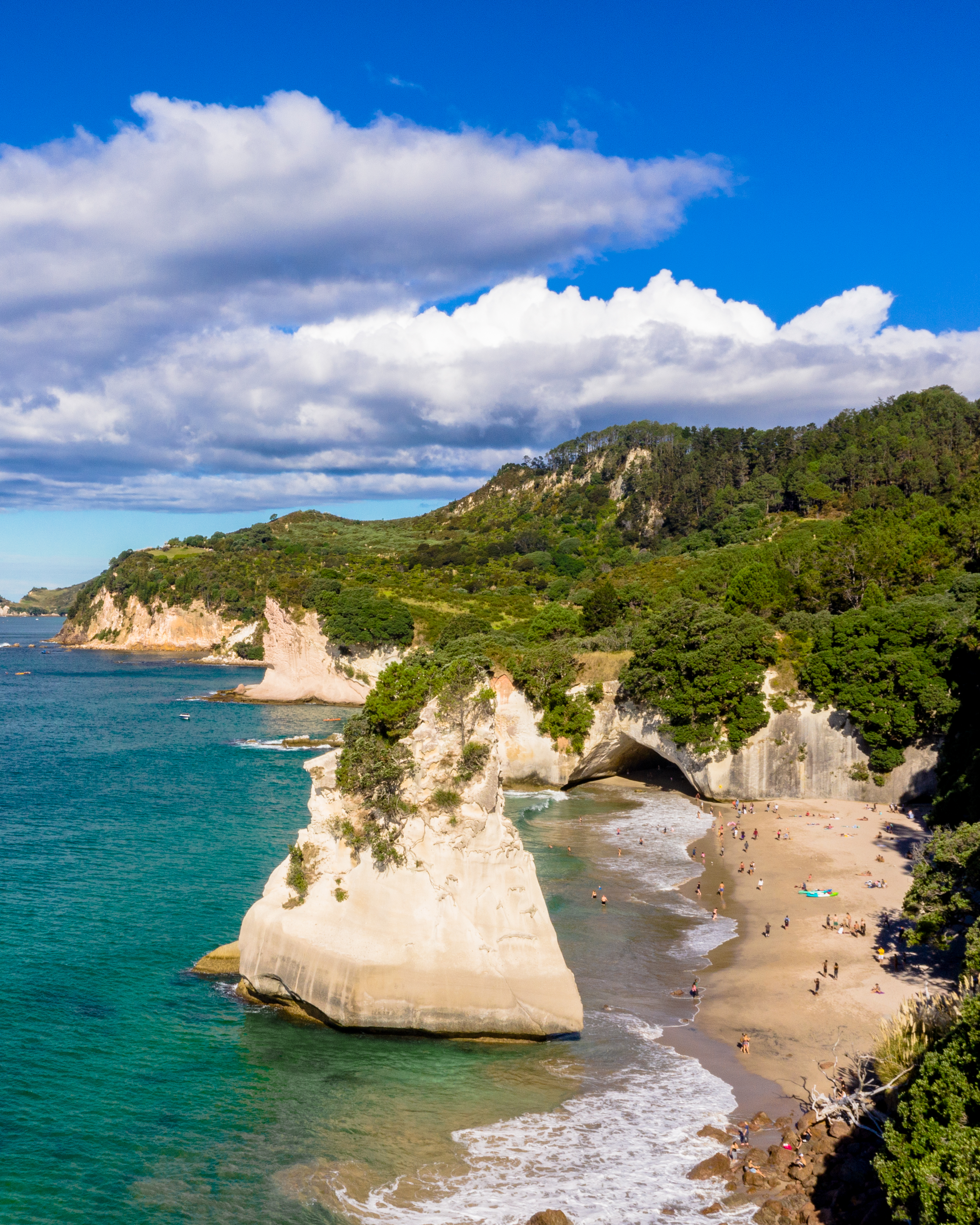
La Cathedral Cove nel 2019
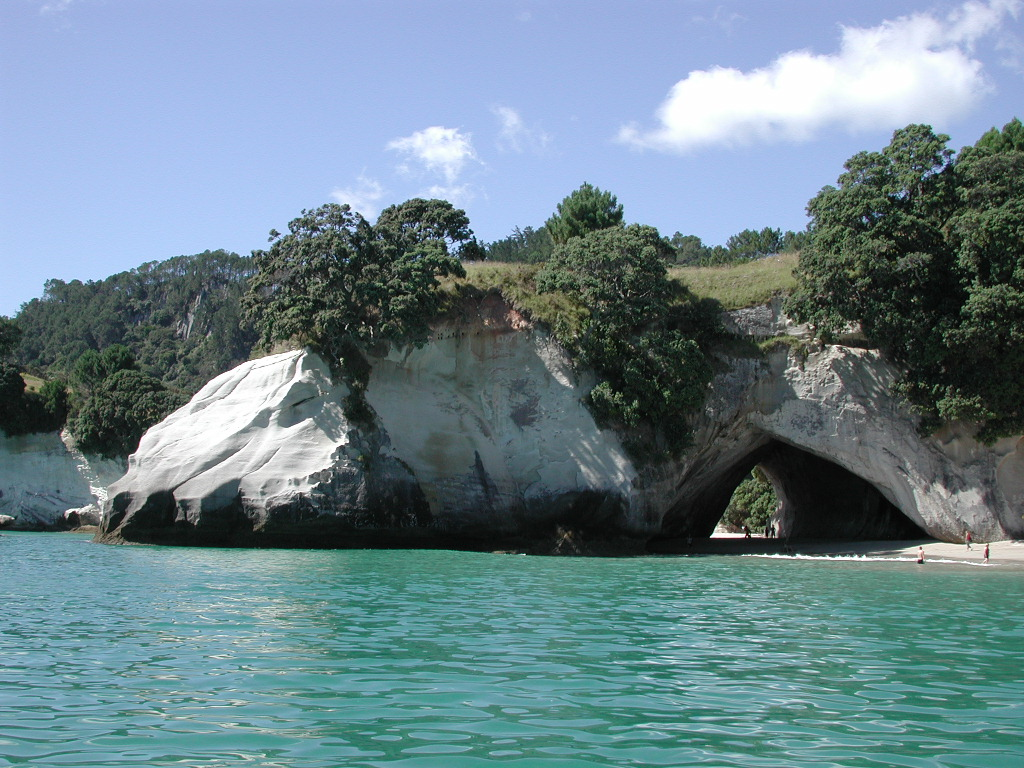
Vista dal mare della Cathedral Cove
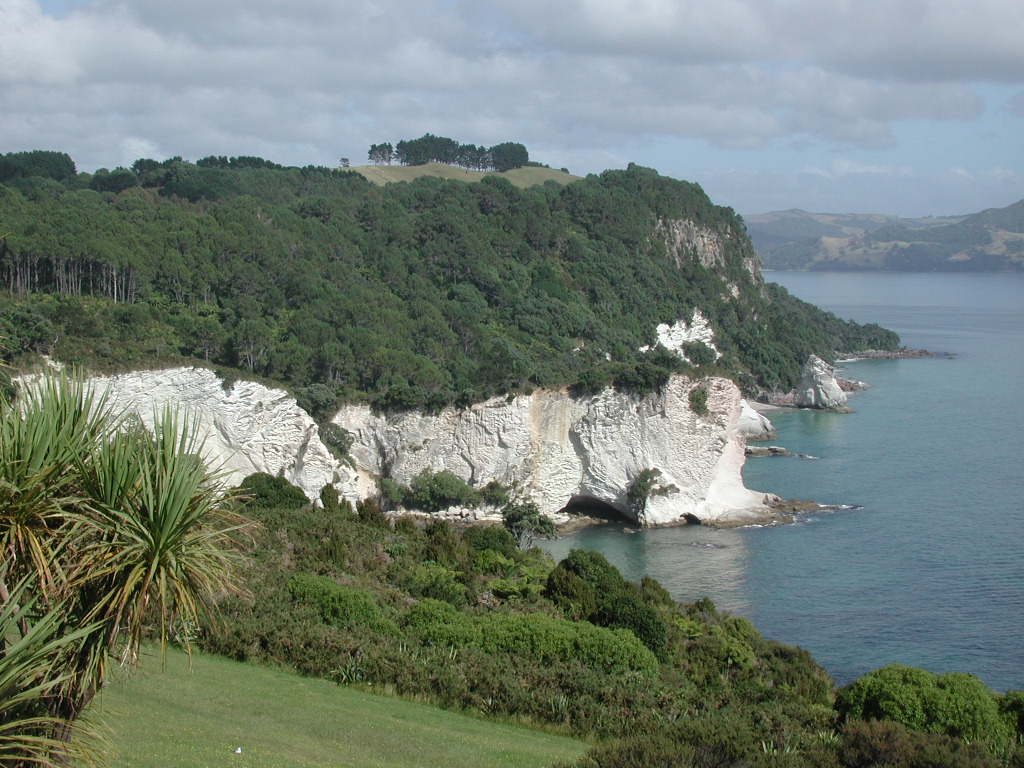
Vista dal belvedere vicino al parcheggio sula Baia di Stingray fino a Cathedral Cove
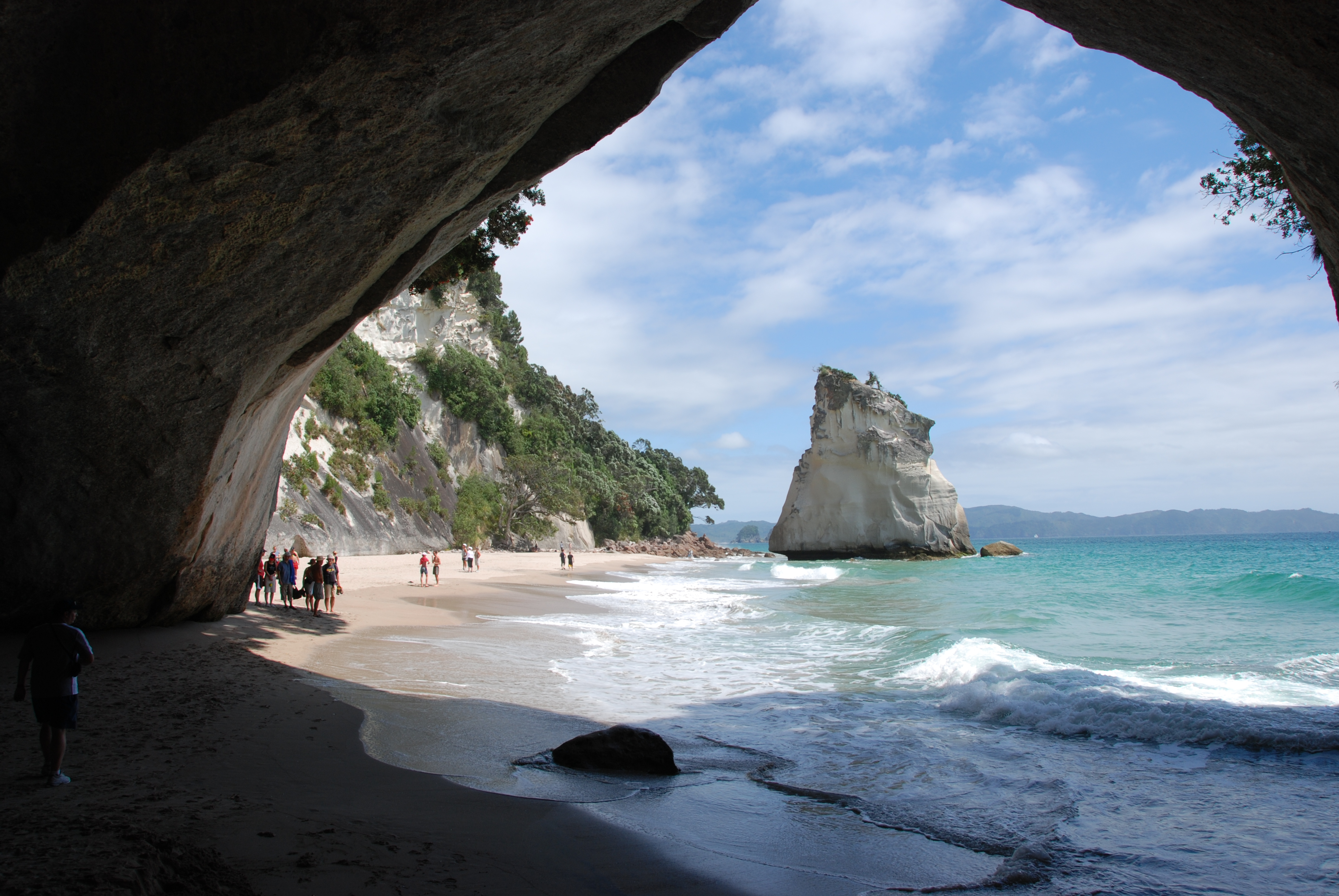
Vista attraverso l'arco di roccia verso il Masso di Te Hoho a Cathedral Cove